# Конвой ON 92
Конвой ON 92 (англ. Convoy ON 92), також конвой ONS 92 (англ. Convoy ONS 92) — 92-й атлантичний конвой серії ON у кількості 46 транспортних суден, що у супроводженні союзних кораблів ескортної групи A-3 прямував від Британських островів до морських портів Північної Америки. Конвой вийшов 6 травня з Ліверпуля. 11 травня конвой був виявлений вовчою зграєю «Гехт»; унаслідок атаки німецьких підводних човнів сім суден було затоплено (36 284 тонни) та 1 судно пошкоджено (5 671 тонна). Решта прибула до американських портів 21 травня 1942 року.

## Історія конвою
Конвой ON 92 складався з 42 суден, що прямували на захід, або в баласті, або з торговельними вантажами. 6 травня 1942 року він вийшов з Ліверпуля в напрямку портів Північної Америки. Конвоєм керував капітан Р. Гілл з «Саузерн Принцес». Його супроводжувала середньоокеанська ескортна група А-3, до складу якої входили есмінець ВМС США «Глівз» (капітан Джей Хеффернан — старший офіцер ескорту), куттер берегової охорони США «Спенсер» і чотири корвети Королівських ВМС Канади «Алгома», «Арвіда», «Біттерсвіт» і «Шедіак». Конвой підтримувало рятувальне судно «Бері». Два торгові судна були обладнані як КАТ судно, з винищувачем «Харрикейн», що запускався з катапульти, як тимчасове повітряне прикриття. Хеффернан мав досвід роботи на есмінцях і протичовнових кораблях, але був недосвідченим у захисті конвоїв, як і його група. Лише «Біттерсвіт» мав новий 10-сантиметровий радар, і лише рятувальний корабель Bury мав високочастотний пеленгатор (HF/DF).
На шляху руху конвою ON 92 у патрулюванні перебувала вовча зграя «Гехт», що складалася з шести підводних човнів типу VII. Два командири з них були досвідченими підводниками, кавалерами Лицарського хреста, тоді як інші здійснювали своє перше патрулювання в Атлантиці.
Після зустрічі зі своїм океанським ескортом ON 92 попрямував на захід, йдучи по великому колу, щоб скоротити відстань. Однак німецька розвідка (B-Dienst) знала про його проходження, і командування підводних човнів (BdU) змогло відправити групу «Гехт» на переслідування. Вранці 11 травня U-569 вийшов на контакт і почав стеження за суднами противника. Його передачі були виявлені Bury, що було підтверджено Адміралтейством того ж дня, але Хеффернан не відповідав до 17:00, коли він повів «Глівз» і «Спенсер» в широкий обхід навколо конвою. О 17:49 році «Глівз» побачив підводний човен за 17 миль (27 км) попереду, і обидва ескортні кораблі перейшли в атаку, яка тривала до півночі. Тим часом ще два підводних човни вийшли на контакт, U-94 і U-124, якими командували кавалери Лицарського хреста. Після заходу сонця комодор наказав розпочати маневри ухилення, але безуспішно, і о 23:00 U-124 атакував, потопивши «Емпайр Делл» і пошкодивши «Ллановер». Друга атака U-124 призвела до влучення торпед у «Маунт Парнс» і «Крісталес», а U-94 — в «Коклз». «Алгома» помітив один з них і контратакував, але безуспішно. У цей момент «Глівс» і «Спенсер» повернулися до конвою, і більше атак не було. «Арвіда» і «Шедіак» змогли підібрати вцілілих разом з Bury.
12 травня до трьох підводних човнів приєдналися ще три човни «Гехт», U-96, U-406 і U-590, і всі шість продовжили стеження. О 13:00 Хеффернан знову відрядив «Глівза» і «Спенсера» для обходу конвою; о 19:43 «Спенсер» побачив два підводні човни за 27 миль (43 км) на північний захід від конвою і відкрив вогонь, незабаром «Глівз» встановив гідролокаційний контакт за 18 миль (29 км) на південний схід і знову розпочав протичовнове полювання.
О 22:53 підводні човни, що переслідували конвой, знову атакували, U-94 влучив торпедою в «Батну». Його контратакував «Біттерсвіт», але німецький човен врятувався втечею. О 03:10 13 травня U-94 здобув останнього успіху, атакувавши «Толкен», але була відігнаний вогнем з боку судна, що оборонявся. У цей момент настала погана погода, і зграя втратила зв'язок.
Подальших атак не було, і 13 травня «Бері» зі 178 вцілілими на борту підійшов до Сент-Джонса у супроводі «Арвіди». 17 травня до конвою приєдналися підрозділи Західних місцевих ескортних сил, і 21 травня він прибув до порту Галіфакс.

## Кораблі та судна конвою ON 92

### Транспортні судна
Позначення
| Назва                     | Прапор              | Тоннаж (GRT) | Прим.                                |
| ------------------------- | ------------------- | ------------ | ------------------------------------ |
| Achilles (1906)           | Нідерланди          | 1 815        |                                      |
| Alex (1914)               | Велика Британія     | 3 932        |                                      |
| Batna (1928)              | Велика Британія     | 4 399        | 13 травня потоплено U-94             |
| Belinda (1939)            | Норвегія            | 8 325        |                                      |
| British Power (1936)      | Велика Британія     | 8 451        |                                      |
| Bury (1911)               | Велика Британія     | 1 686        | Рятувальне судно конвою              |
| Carras (1918)             | Грецьке королівство | 5 234        |                                      |
| Chagres (1919)            | Панама              | 5 545        |                                      |
| Clearpool (1935)          | Велика Британія     | 5 404        |                                      |
| Cocle (1920)              | Панама              | 5 630        | 12 травня потоплено U-94             |
| Cristales (1926)          | Велика Британія     | 5 389        | 12 травня потоплено U-124            |
| Dean Emery (1919)         | Панама              | 6 664        |                                      |
| Dimitrios Chandris (1910) | Грецьке королівство | 4 643        | повернулося                          |
| Dorington Court (1939)    | Велика Британія     | 5 281        |                                      |
| Elisabeth Lensen (1910)   | Велика Британія     | 4 212        |                                      |
| Empire Antelope (1919)    | Велика Британія     | 4 945        |                                      |
| Empire Chamois (1918)     | Велика Британія     | 5 684        |                                      |
| Empire Clive (1941)       | Велика Британія     | 7 069        | КАТ судно                            |
| Empire Dell (1941)        | Велика Британія     | 7 065        | КАТ судно. 12 травня потоплено U-124 |
| Empire Wolfe (1941)       | Велика Британія     | 2 888        |                                      |
| Errington Court (1925)    | Велика Британія     | 4 913        |                                      |
| Evanger (1920)            | Норвегія            | 3 869        |                                      |
| Fort Binger (1919)        | Велика Британія     | 5 671        | 18 травня пошкоджено U-588           |
| Gazcon (1932)             | Велика Британія     | 4 224        |                                      |
| Grey Lag (1910)           | Панама              | 3 312        |                                      |
| Ivan Topic (1920)         | Югославія           | 4 943        |                                      |
| Juno (1908)               | Нідерланди          | 1 763        |                                      |
| Langleebrook (1930)       | Велика Британія     | 4 246        |                                      |
| Lisbeth (1922)            | Норвегія            | 2 732        |                                      |
| Llanover (1928)           | Велика Британія     | 4 959        | 12 травня потоплено U-124            |
| Mount Parnes (1917)       | Грецьке королівство | 4 371        | 12 травня потоплено U-124            |
| Mount Rhodope (1919)      | Грецьке королівство | 5 182        |                                      |
| Mount Taurus (1920)       | Грецьке королівство | 6 696        |                                      |
| Portsea (1938)            | Велика Британія     | 1 583        |                                      |
| Ragnhild (1941)           | Норвегія            | 2 866        |                                      |
| San Ambrosio (1935)       | Велика Британія     | 7 410        |                                      |
| Selvik (1920)             | Норвегія            | 1 557        |                                      |
| Selvistan (1924)          | Велика Британія     | 5 136        |                                      |
| Solarium (1936)           | Велика Британія     | 6 239        |                                      |
| Southern Princess (1915)  | Велика Британія     | 12 156       | судно командора конвою               |
| Spokane (1929)            | Панама              | 2 882        |                                      |
| Suecia (1912)             | Швеція              | 4 966        | повернулося                          |
| Titanian (1924)           | Норвегія            | 4 880        |                                      |
| Tolken (1922)             | Швеція              | 4 471        | 13 травня потоплено U-94             |
| Zypenberg (1920)          | Нідерланди          | 4 973        |                                      |

### Кораблі ескорту
| Назва        | Прапор                        | Тип корабля                        | Прим.       |
| ------------ | ----------------------------- | ---------------------------------- | ----------- |
| «Глівз»      | Військово-морські сили США    | ескадрений міноносець типу «Глівз» | 7-18 травня |
| «Спенсер»    | Військово-морські сили США    | куттер типу «Трежері»              | 7-18 травня |
| «Алгома»     | Військово-морські сили Канади | корвет типу «Флавер»               | 7-18 травня |
| «Арвіда»     | Військово-морські сили Канади | корвет типу «Флавер»               | 7-14 травня |
| «Біттерсвіт» | Військово-морські сили Канади | корвет типу «Флавер»               | 7-18 травня |
| «Шедіак»     | Військово-морські сили Канади | корвет типу «Флавер»               | 7-16 травня |

## Підводні човни, що брали участь в атаці на конвой
| Назва | Тип        | Командир                                     | Результати атаки                                                  |
| ----- | ---------- | -------------------------------------------- | ----------------------------------------------------------------- |
| U-94  | типу VII C | оберлейтенант-цур-зее Отто Ітес              | 12 травня потопив Cocle, 13 травня потопив Tolken і Batna         |
| U-96  | типу IX C  | оберлейтенант-цур-зее Ганс-Юрген Гелльрігель | не здобув перемог                                                 |
| U-116 | типу X B   | Корветтен-капітан Вернер фон Шмідт           | човен забезпечення                                                |
| U-124 | IXB        | капітан-лейтенант Йоганн Мор                 | 12 травня потопив Empire Dell, Llanover, Mount Parnes і Cristales |
| U-406 | типу VII C | капітан-лейтенант Горст Дітерікс             | не здобув перемог                                                 |
| U-569 | типу VII C | капітан-лейтенант Ганс-Петер Гінш            | не здобув перемог                                                 |
| U-578 | типу VII C | корветтен-капітан Ернст-Август Ревінкель     | не здобув перемог                                                 |
| U-588 | типу VII C | капітан-лейтенант Віктор Фогель              | 18 травня пошкодив Fort Binger                                    |
| U-590 | типу VII C | капітан-лейтенант Генріх Мюллер-Едцардс      | не здобув перемог                                                 |